# 조지 영 (음악가)

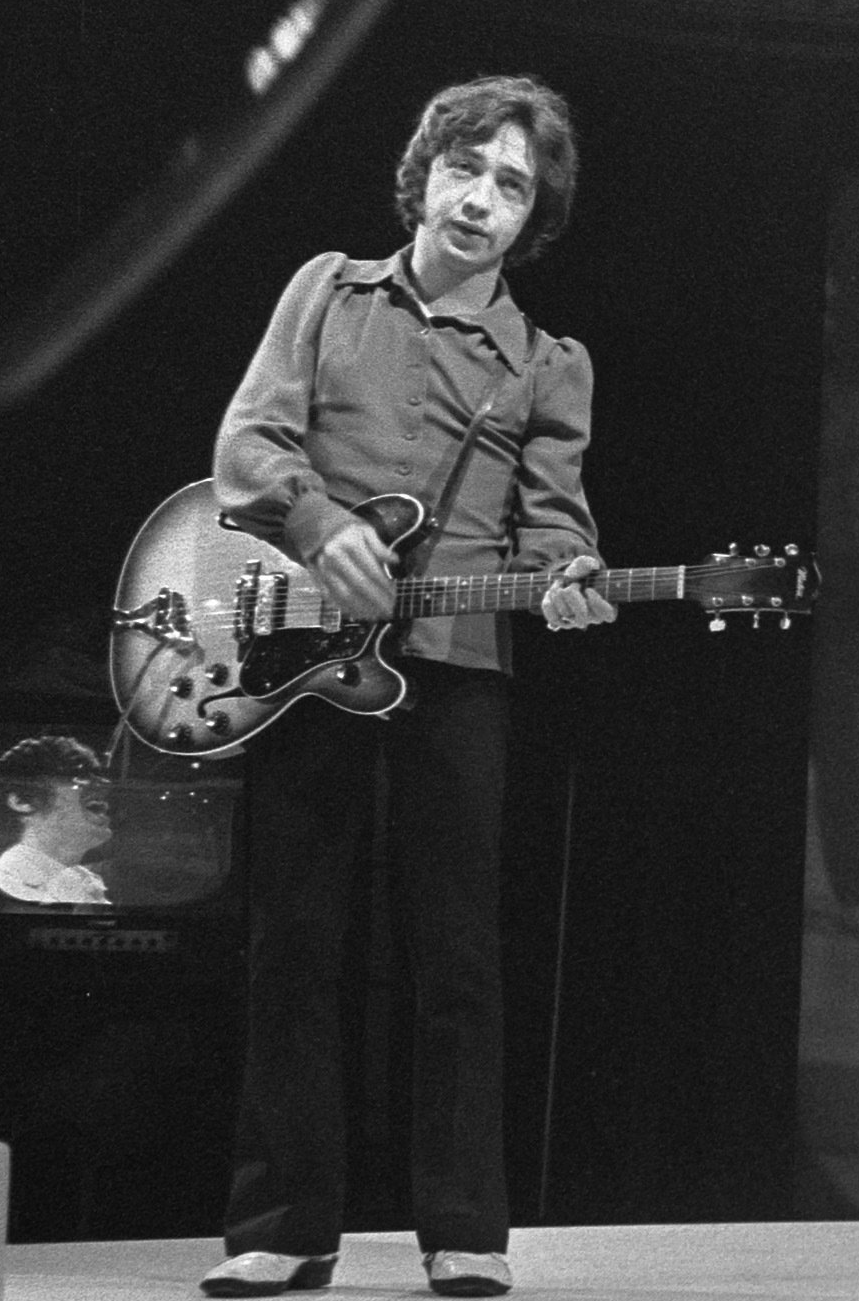
조지 영 (1968)

조지 영(George Young, 1946년 11월 6일 ~ 2017년 10월 22일)은 스코틀랜드 출신의 오스트레일리아의 록 음악가, 작곡가, 음악 프로듀서이다. 1960년대에 활약한 호주 밴드 이지비츠의 멤버이며, 세계 각국에서 히트 한 "Friday On My Mind"와" Love is in the Air"의 공동 저자 중 한 사람이다. 또한 동생인 맬컴 영과 앵거스 영의 하드 록 밴드 AC/DC의 프로듀서로 잘 알려져있다.